# Таунвілл (Пенсільванія)
Таунвілл (англ. Townville) — місто (англ. borough) в США, в окрузі Кроуфорд штату Пенсільванія. Населення — 326 осіб (2020).

## Географія
Таунвілл розташований за координатами 41°40′45″ пн. ш. 79°52′48″ зх. д. / 41.67917° пн. ш. 79.88000° зх. д. (41.679138, -79.880097).  За даними Бюро перепису населення США в 2010 році місто мало площу 1,33 км², уся площа — суходіл.

## Демографія
Згідно з переписом 2010 року, у селищі мешкали 323 особи в 130 домогосподарствах у складі 99 родин. Густота населення становила 243 особи/км².  Було 139 помешкань (104/км²).
Расовий склад населення:
| - 100,0 % — білих |

До двох чи більше рас належало 0,0 %. Частка іспаномовних становила 0,6 % від усіх жителів.
За віковим діапазоном населення розподілялося таким чином: 26,6 % — особи молодші 18 років, 56,1 % — особи у віці 18—64 років, 17,3 % — особи у віці 65 років та старші. Медіана віку мешканця становила 38,3 року. На 100 осіб жіночої статі у селищі припадало 93,4 чоловіків;  на 100 жінок у віці від 18 років та старших — 92,7 чоловіків також старших 18 років.
Середній дохід на одне домашнє господарство  становив 50 054 долари США (медіана — 39 250), а середній дохід на одну сім'ю — 55 414 долари (медіана — 48 929). Медіана доходів становила 50 833 долари для чоловіків та 28 333 долари для жінок. За межею бідності перебувало 10,3 % осіб, у тому числі 15,7 % дітей у віці до 18 років та 3,8 % осіб у віці 65 років та старших.
Цивільне працевлаштоване населення становило 150 осіб. Основні галузі зайнятості: освіта, охорона здоров'я та соціальна допомога — 23,3 %, роздрібна торгівля — 14,0 %, виробництво — 12,7 %.